# Maria Wszelaczyńska-Szaszkiewicz
Maria Wszelaczyńska-Szaszkiewicz /wł. Maria Cybulska-Wszelaczyńska-Szaszkiewicz/ (ur. 18 września 1912 we Lwowie, zm. 29 marca 2009 w Gdańsku) – polska histopatolog i embriolog.

## Życiorys

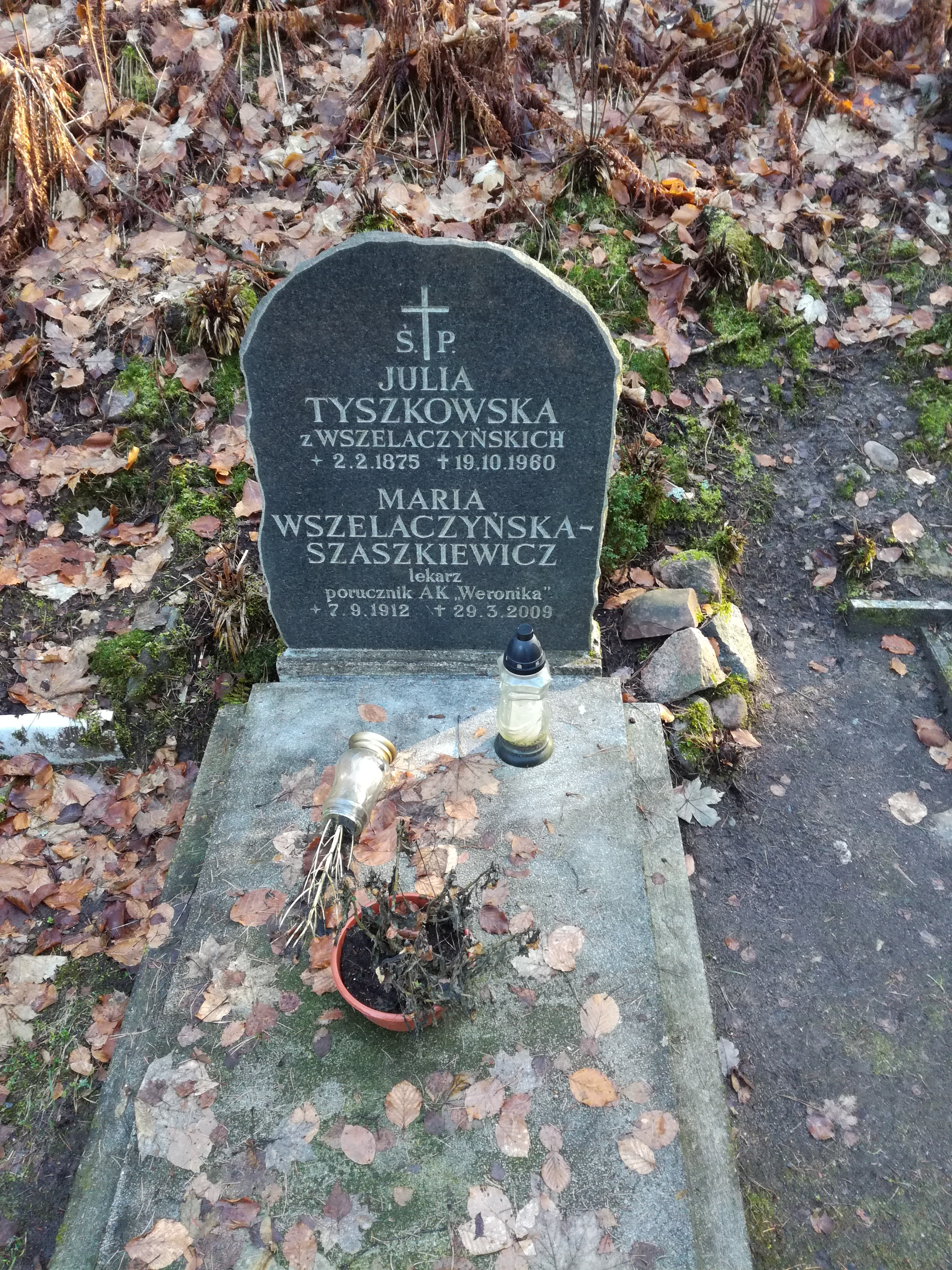
Grób Marii Wszelaczyńskiej-Szaszkiewicz na Cmentarzu Srebrzysko w Gdańsku

Córka Teofila Tymona Cybulskiego-Wszelaczyńskiego i Heleny z Mochnackich. Studiowała na Wydziale Rolniczo-Lasowym Politechniki Lwowskiej, a po jego ukończeniu wyjechała do Puław, gdzie pracowała w Państwowym Instytucie Naukowym Gospodarstwa Wiejskiego (PINGW). Następnie przeniosła się do Warszawy, gdzie na krótko podjęła pracę w Państwowym Zakładzie Higieny. Od kwietnia 1939 rozpoczęła pracę w Szkole Hodowli Drobiu w Julinie pod Warszawą.
Po wybuchu II wojny światowej działała w konspiracji przyjmując pseudonim Weronika, w szeregach Związku Walki Zbrojnej, a następnie Armii Krajowej jako łączniczka. W 1943 ponownie znalazła się w Puławach, równolegle do pracy zawodowej była łączniczką pomiędzy Dęblinem, a Opolem Lubelskim oraz prowadziła skrzynkę kontaktową Armii Krajowej i Batalionów Chłopskich. Od maja do sierpnia 1944, ze względu na zagrożenie osobiste została przydzielona w stopniu porucznika do oddziału partyzanckiego działającego w pobliskich lasach, dowodzonego przez Bolesława Mikusa „Żbika” i pełniła rolę kuriera w organizacji Wolność i Niezawisłość na Lubelszczyźnie.
W 1946 w Katedrze Biologii i Genetyki Uniwersytetu Marii Curie-Skłodowskiej w Lublinie przedstawiła i obroniła pracę doktorską i wyjechała do Gdańska, gdzie kontynuowała naukę na Wydziale Lekarskim Akademii Medycznej. Równocześnie rozpoczęła pracę na stanowisku starszego asystenta w Zakładzie Histopatologii i Embriologii.
We wrześniu 1951 r. Maria Wszelaczyńska została zabrana z dyżuru lekarskiego przez pracowników Urzędu Bezpieczeństwa. Powodem aresztowania była sprawa rotmistrza Andrzeja Czaykowskiego „Garda” cichociemnego kuriera, zrzuconego do kraju z Anglii w 1949 r. Po aresztowaniu i procesie został on stracony w 1953 w więzieniu mokotowskim. Marii Wszelaczyńskiej, która znała Czaykowskiego sprzed wojny postawiono zarzut „pomocy w szpiegostwie” i skazano. Początkowo osadzono ją w więzieniu na Mokotowie, a następnie w Zakładzie Karnym w Fordonie, gdzie jedną ze współtowarzyszek w celi była słynna emisariuszka Elżbieta Zawacka „Zo” skazana również za kontakt z Czaykowskim. Po czterech latach podczas amnestii została uwolniona, powróciła do Gdańska i kontynuowała naukę.
W 1956 ukończyła studia i związała się zawodowo z Państwowym Szpitalem Klinicznym w Gdańsku, gdzie uzyskała I i II st. specjalizacji i pracowała w Poradni Kardiologicznej Kliniki Chorób Wewnętrznych. W 1975 przeszła na emeryturę. Mimo podeszłego wieku zaangażowała się w działalność NSZZ „Solidarność”, zorganizowała w swoim mieszkaniu skrzynkę kontaktową oraz w specjalnie przygotowanej skrytce ukrywała środki pieniężne i prasę publikowaną przez organizacje związane z ruchem solidarnościowym. Nie budząc podejrzeń władz pełniła rolę kuriera przewożąc po całym kraju korespondencję oraz często pokaźne kwoty dla oddziałów regionalnych NSZZ „Solidarność”. W uznaniu odwagi i ofiarności rząd na emigracji odznaczył Marię Wszelaczyńską Krzyżem Armii Krajowej, a w 2007 otrzymała Krzyż Komandorski Orderu Odrodzenia Polski.
Została pochowana na cmentarzu Srebrzysko w Gdańsku (rejon IX, taras III-1-127).